# Erdgas Mehrkampf-Meeting Ratingen 2015
Erdgas Mehrkampf-Meeting Ratingen 2015 – 19. edycja mityngu lekkoatletycznego w konkurencjach wielobojowych rozegrany 27 i 28 czerwca w niemieckim Ratingen. Zawody były kolejną odsłoną cyklu IAAF World Combined Events Challenge w sezonie 2015.

## Rezultaty
| Konkurencja:           | 1. miejsce       | Rezultat  | 2. miejsce      | Rezultat  | 3. miejsce         | Rezultat  |
| Dziesięciobój mężczyzn | Michael Schrader | 8419 pkt. | Willem Coertzen | 8341 pkt. | Pascal Behrenbruch | 7826 pkt. |
| Siedmiobój kobiet      | Anouk Vetter     | 6387 pkt. | Jennifer Oeser  | 6306 pkt. | Claudia Rath       | 6290 pkt. |